# Лушников, Александр Матвеевич
Александр Матвеевич Лушников (1910—1989) — наводчик орудия 235-го гвардейского стрелкового полка 81-й гвардейской стрелковой дивизии 7-й гвардейской армии Степного фронта, гвардии красноармеец.

## Биография
Родился 7 (20) ноября 1910 года в деревне Сепыч ныне Завьяловского района Удмуртии. Русский. Окончил начальную школу. Работал в колхозе.
В Красной Армии с августа 1941 года. В боях Великой Отечественной войны с июля 1942 года.
Наводчик орудия 235-го гвардейского стрелкового полка (81-я гвардейская стрелковая дивизия, 7-я гвардейская армия, Степной фронт) гвардии красноармеец Александр Лушников 26 сентября 1943 года в бою за село Бородаевка Верхнеднепровского района Днепропетровской области Украины на правом берегу Днепра огнём из своего орудия обеспечил продвижение советской пехоты вперёд.
10 октября 1943 года, вступив в единоборство с тремя вражескими танками, гвардии красноармеец Лушников А. М. подбил два из них и захватил в плен оба экипажа.
Указом Президиума Верховного Совета СССР от 26 октября 1943 года за образцовое выполнение боевых заданий командования на фронте борьбы с немецко-фашистскими захватчиками и проявленные при этом мужество и героизм гвардии красноармейцу Лушникову Александру Матвеевичу присвоено звание Героя Советского Союза с вручением ордена Ленина и медали «Золотая Звезда» (№ 1404).
В конце 1945 года сержант Лушников А. М. демобилизован. Член ВКП(б) с 1949 года. Работал директором колхоза в селе Ленино Завьяловского района Удмуртии. Затем жил в столице Удмуртии — городе Ижевск.
На открытии Монумента боевой и трудовой славы в Ижевске 6 ноября 1967 года Александр Матвеевич Лушников осуществлял торжественную церемонию зажжения Вечного Огня.
Умер в 1989 году. Похоронен в Ижевске.
Награждён орденом Ленина, орденами Отечественной войны 1-й степени, Красной Звезды, «Знак Почёта», медалями.
Его имя увековечено на мемориальной доске работникам машзавода в городе Ижевск.